# Elektronische Schaltung

Schaltplan zur Veranschaulichung einer Schaltung, hier eines Lampendimmers

Eine elektronische Schaltung ist ein Zusammenschluss elektrischer und insbesondere elektronischer Bauelemente (beispielsweise Dioden und Transistoren) zu einer (funktionierenden) Anordnung. Sie unterscheidet sich von einer elektrischen Schaltung durch die Verwendung elektronischer, d. h. aktiver Bauelemente. Elektronische Schaltungen sind zentrale Elemente der Elektronik.
Elektronische Schaltungen können sehr einfache Funktionen erfüllen, z. B. das Blinken einer Lampe oder die Steuerung einer automatischen Tür. Aber auch vielen komplexen technischen Geräten, z. B. Fernsehern oder Computern, liegen elektronische Schaltungen zugrunde, häufig in Form integrierter Schaltungen.
Sie werden schematisch in Form eines Schaltplanes dargestellt. Praktisch realisiert werden sie in den meisten Fällen auf Leiterplatten, wobei die Bauteile durch Lötverbindungen zusammengeschlossen werden.